# Луценко, Тарас Владимирович
Тара́с Влади́мирович Луце́нко (укр. Тарас Володимирович Луценко; 1 февраля 1974, Киев, Украинская ССР, СССР) — украинский футболист, вратарь.
Луценко вырос в спортивной семье, мать — в прошлом была баскетболисткой, а после работала учителем физкультуры, отец — играл в футбол, затем работал тренером по легкой атлетике. Занимался в хоккейном клубе, когда учился в школе в Чернигове. Луценко долгое время занимался и футболом и хоккеем. Также занимался легкой атлетикой. После 8-го класса Тарас Луценко поступил в киевский спортинтернат. Луценко воспитанник Евгения Рудакова. После окончания в 1991 году он попал в дубль киевского «Динамо». После продолжительное время играл за «Динамо-2» и «Динамо-3». В 1995 году выступал за винницкую «Ниву». В 1999 году перешёл в «Уралан», по приглашению Павла Яковенко. В команде не смог закрепиться.
Зимой 2004 года перешёл в ужгородское «Закарпатье», вместе с командой вышел в Высшую лигу. В июле 2005 года подписал двухлетний контракт с киевским «Динамо». В «Динамо» Луценко был запасным вратарём.
В июле 2009 года стал тренером вратарей и ассистентом старшего тренера молодёжного состава киевского «Динамо». В 2013 году назначен тренером вратарей в «Динамо-2».
Женат, жену зовут Анджела, у них двое детей — Максим и Анастасия.

## Достижения
- Обладатель Суперкубка Украины: 2007
- Серебряный призёр Первой лиги Украины (2): 1996/97, 1997/98
- Серебряный призёр Второй лиги Украины: 1997/98